# Oberreichenbach (Großhabersdorf)

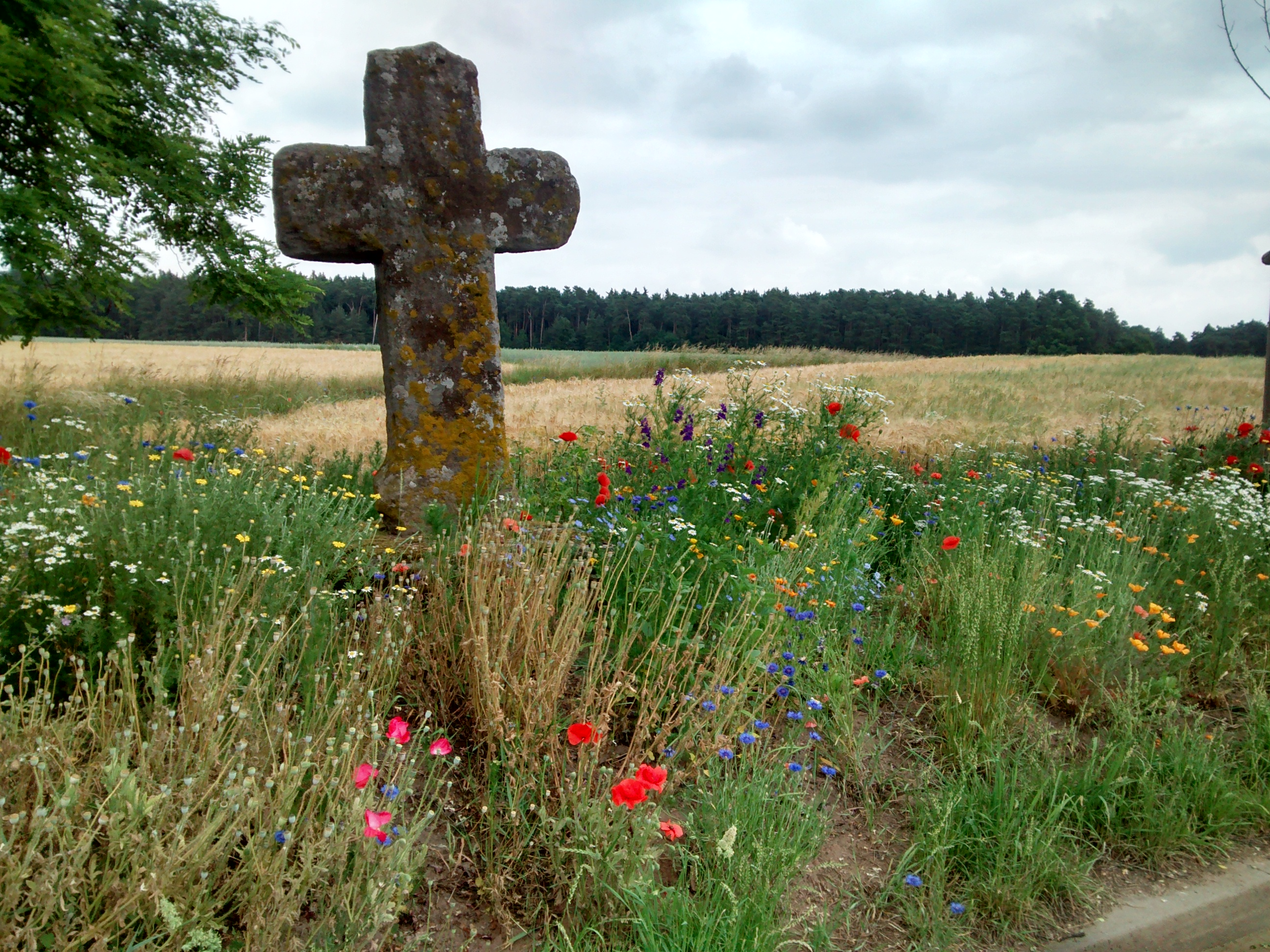
Wegkreuz am Hornsegener Weg

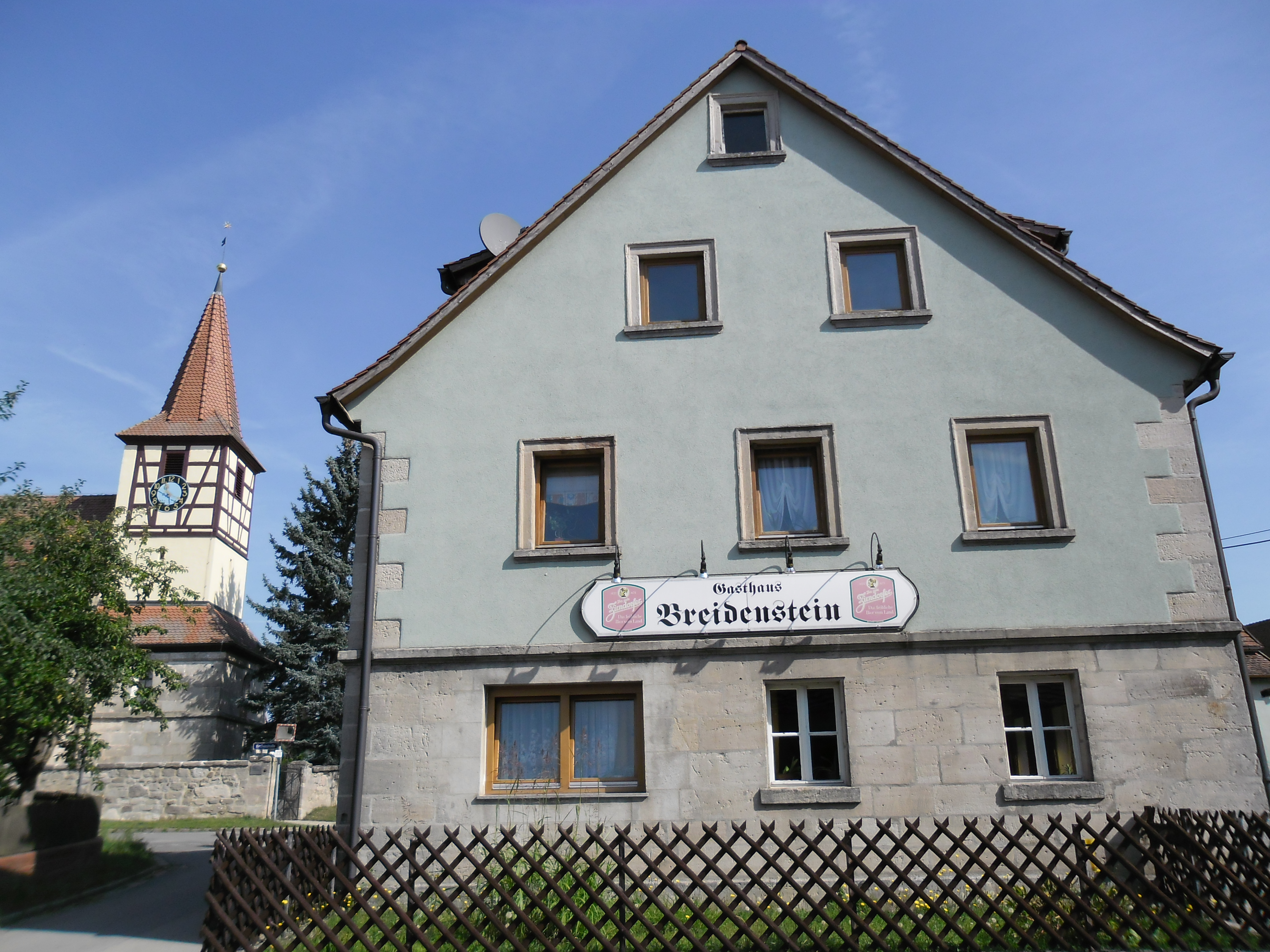
Wirtshaus in Oberreichenbach, im Hintergrund St. Bartholomäus

Oberreichenbach (fränkisch: Raicheasch-bach) ist ein Gemeindeteil der Gemeinde Großhabersdorf im Landkreis Fürth (Mittelfranken, Bayern). Oberreichenbach liegt in der Gemarkung Unterschlauersbach.

## Geographie
Das Kirchdorf liegt im Rangau etwa drei Kilometer nordwestlich von Großhabersdorf im Tal des Reichenbaches, einem linken Zufluss der Bibert. Unmittelbar nördlich des Ortes steigt das Gelände zu dem dicht bewaldeten, 427 m hohen Dillenberg hin an. Im Westen, Ost und Süden ist der Ort von Acker- und Grünland umgeben. Im Süden wird die Flur Lohfeld genannt, im Südosten Latterbuck. Nordwestlich des Ortes befindet sich das neun Hektar große Naturschutzgebiet 18, das in einen am Dillenberg entspringendem Quellast des Reichenbaches in einer sumpfigen Niederung eine Weiherkette umfasst. Ein Sportplatz mit Volleyballfeld und Spielplatz befindet sich vor Ort.
Die Kreisstraße FÜ 18 führt nach Kirchfarrnbach (2,1 km nordwestlich). Sie mündet als Farrnbacher Straße in die Kreisstraße FÜ 19 (Dorfstraße), die nach Unterschlauersbach zur Staatsstraße 2245 (2,5 km südlich) bzw. nach Deberndorf führt (3 km östlich). Gemeindeverbindungsstraßen führen nach Hornsegen (1,7 km östlich) und nach Seubersdorf zur St 2245 (2 km südwestlich).

## Geschichte
Die Gegend war bereits im Mesolithikum besiedelt, wie Befunde einer hochgelegenen Freilandstation auf dem Dillenberg belegen. Dort fanden sich auch eine frühmittelalterliche Abschnittsbefestigung, sowie die Reste eines Steinbruches und einige Zurichteplätze.
Der Ort wurde 1259 als „Richenbach“ erstmals urkundlich erwähnt, als Rudolf, Erckenbertus, Johann, Eberhard und Gertraud von Leonrod dem Kloster Seligenporten ein Gütlein im Ort gaben. 1414 wurde der Ort erstmals „Obernreichenbach“ genannt zur besseren Unterscheidung des in der Nähe gelegenen Vogtsreichenbach. Der Ortsname leitet sich von einem gleichlautenden Gewässernamen ab, dessen Bestimmungswort das mittelhochdeutsche Wort „rîche“ ist (=mächtig, stark, groß).
Das Kloster Heilsbronn erwarb im Ort drei Höfe. Zur Zeit der Reformation im Jahr 1528 unterstand Oberreichenbach Dietenhofen.
Gegen Ende des 18. Jahrhunderts bestand Oberreichenbach aus 26 Anwesen. Das Hochgericht und die Dorf- und Gemeindeherrschaft übte das brandenburg-ansbachische Stadtvogteiamt Langenzenn aus. Über die bayreuthischen Untertanen übte das Stadtvogteiamt Markt Erlbach das Hochgericht im begrenzten Umfang aus. Grundherren waren das Kastenamt Cadolzburg (5 Höfe, 4 Halbhöfe, 1 Gut), das Dekanat Langenzenn (1 Halbhof), das Spital Langenzenn (1 Gut), die Heiligenstiftung Dietenhofen (1 Gut, 2 Häuser), die Pfarrei Dietenhofen und Heiligenstiftung Oberreichenbach (1 Wirtshaus, 2 Häuslein) und die Deutschordenskommende Nürnberg (4 Höfe, 2 Halbhöfe, 2 Güter).
Von 1797 bis 1808 unterstand der Ort dem Justiz- und Kammeramt Cadolzburg. Im Rahmen des Gemeindeedikts wurde Oberreichenbach dem 1808 gebildeten Steuerdistrikt Unterschlauersbach und der im selben Jahr gegründeten Ruralgemeinde Unterschlauersbach zugeordnet.
Die Bayerische Uraufnahme zeigt in den 1810er Jahren Oberreichenbach als ein typisches Haufendorf, südlich der Kirche zu beiden Seiten des Reichenbaches im Talgrund gelegen. Erfasst waren 25 Anwesen mit unregelmäßig geschnittenen aber stattlichen Wirtschaftsflächen, sowie drei außerhalb gelegenen Weiher.
1901 wurde die Freiwillige Feuerwehr gegründet. Das Feuerwehrhaus befindet sich am Dorfplatz. Ein Gedenkstein erinnert an das 100-jährige Jubiläum der Feuerwehrgründung.
Am 1. Juli 1971 wurde im Zuge der Gebietsreform in Bayern Oberreichenbach gemeinsam mit dem damaligen Gemeindeort Unterschlauersbach nach Großhabersdorf eingemeindet. Die zuständige Schule befand sich ursprünglich in Seubersdorf. Seit der Eingliederung von Seubersdorf nach Dietenhofen am 1. Januar 1970 ist die Schule in Großhabersdorf zuständig.

### Baudenkmäler
Die denkmalgeschützte St. Bartholomäus-Kirche wurde in der zweiten Hälfte des 15. Jahrhunderts gebaut und gehört zur evangelischen Kirchengemeinde Großhabersdorf. Diese überbaut die untertägigen Reste eines mittelalterlichen Vorgängerbaues, die als Bodendenkmal ausgewiesen sind. Im 18. Jahrhundert wurde sie durch den Chorturm erweitert. Weitere denkmalgeschützte Objekte in Oberreichenbach sind eine Fachwerkscheune aus dem 18. Jahrhundert in der Nähe der Farnbacher Straße sowie das spätmittelalterliche Wegkreuz am östlichen Ortsausgang.

### Einwohnerentwicklung
| Jahr      | 001818 | 001840 | 001861 | 001871 | 001885 | 001900 | 001925 | 001950 | 001961 | 001970 | 001987 | 002016 | 002022 |
| Einwohner | 166    | 210    | 188    | 216    | 230    | 222    | 209    | 265    | 161    | 150    | 152    | 141    | 166    |
| Häuser    | 28     | 35     |        |        | 39     | 41     | 37     | 36     | 35     |        | 37     |        |        |
| Quelle    | [ 16 ] | [ 17 ] | [ 18 ] | [ 19 ] | [ 20 ] | [ 21 ] | [ 22 ] | [ 23 ] | [ 24 ] | [ 25 ] | [ 26 ] |        | [ 1 ]  |

## Religion
Der Ort ist seit der Reformation evangelisch-lutherisch geprägt und war ursprünglich nach St. Andreas (Dietenhofen) gepfarrt, in der ersten Hälfte des 19. Jahrhunderts war teils die Pfarrei St. Martin (Kleinhaslach), teils die Pfarrei St. Walburg (Großhabersdorf) zuständig, seit der zweiten Hälfte des 19. Jahrhunderts ist die Pfarrei St. Maria Magdalena (Seubersdorf) allein für den Ort zuständig. Die Einwohner römisch-katholischer Konfession sind nach St. Michael (Wilhermsdorf) gepfarrt.